# لونا گویتز
لونا گویتز (انگلیسی: Luna Gevitz؛ زادهٔ ۳ مارس ۱۹۹۴) بازیکن فوتبال اهل دانمارک است.
از باشگاه‌هایی که در آن بازی کرده‌است می‌توان به باشگاه فوتبال زنان مون‌پلیه اشاره کرد.
وی همچنین در تیم‌های ملی فوتبال Denmark women's national under-19 football team و زنان دانمارک بازی کرده‌است.